# سيرجيو بوينو جونيور
سيرجيو بوينو جونيور (بالإسبانية: Sergio Bueno Jr.)‏ هو لاعب كرة قدم مكسيكي في مركز الوسط، ولد في 26 يناير 1997 في مدينة مكسيكو في المكسيك. لعب مع نادي أتلانتي.